# シュコダ26Tr
シュコダ26Tr（Škoda 26Tr）は、チェコのシュコダ・エレクトリックが展開するトロリーバス車両。車体の製造はポーランドのソラリスが手掛けており、シュコダ26Tr ソラリス（Škoda 26Tr Solaris）と呼ばれる事もある。

## 概要
シュコダグループの企業であるシュコダ・エレクトリックは2000年代以降、バスやトロリーバスの製造を手掛ける国内外の企業と契約を結んだ上で、それらの企業が手掛ける車体を用いた新型トロリーバス車両の生産を実施している。2009年に試作車が公開されたシュコダ26Trもその1つで、ポーランドの車両メーカーであるソラリスが展開するトロリーノ12（Trollino 12）と同型の車体を有している。
車内全体の床上高さを抑えたノンステップバスで、車体片側に3箇所設置されている乗降扉のうち中央下部には車椅子やベビーカーでの乗降に適した収納式スロープが設置されている。また、エアサスペンションにより停車時に車体を扉側に傾かせるニーリング機構も搭載されている。全長は12 mである。
主電動機はシュコダ・エレクトリック製、出力値160 kwの誘導電動機で、VVVFインバータ制御方式（IGBT素子）に対応しており、メンテナンスの省力化が図られている。また、顧客の要望に応じて車体後方にディーゼルエンジンを用いた発電機を搭載し、非電化区間でも走行する事が可能となっている。補助電源装置をはじめとした電気機器は屋根上のコンテナ内に収納されている。

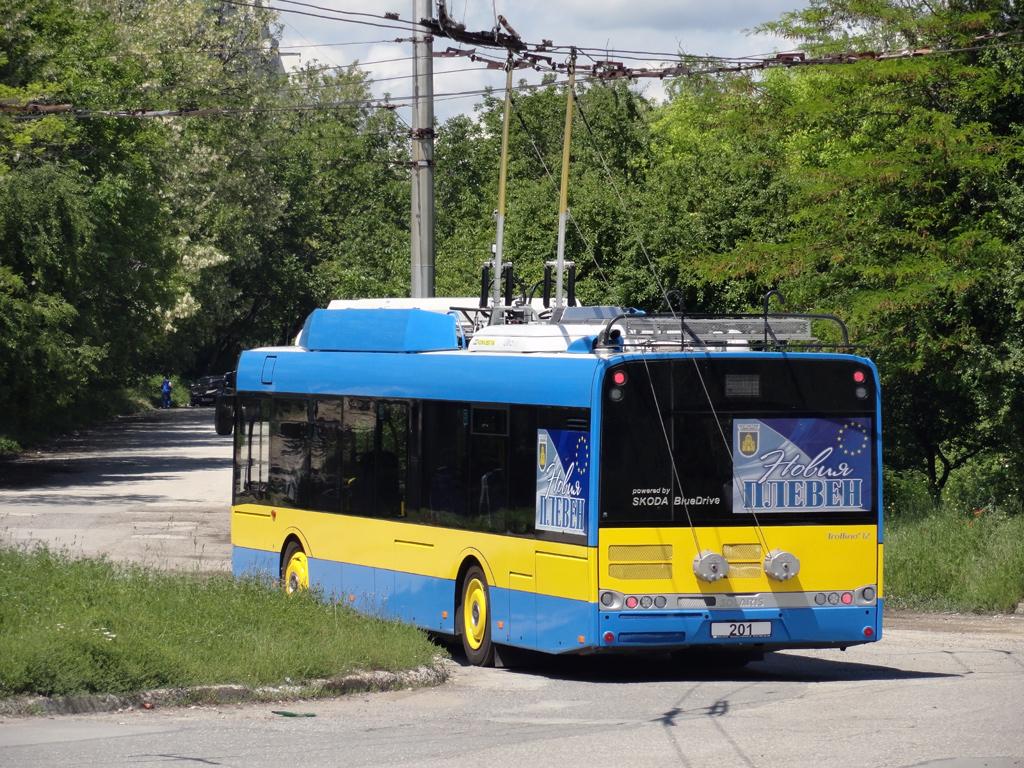
後方（プレヴェン）
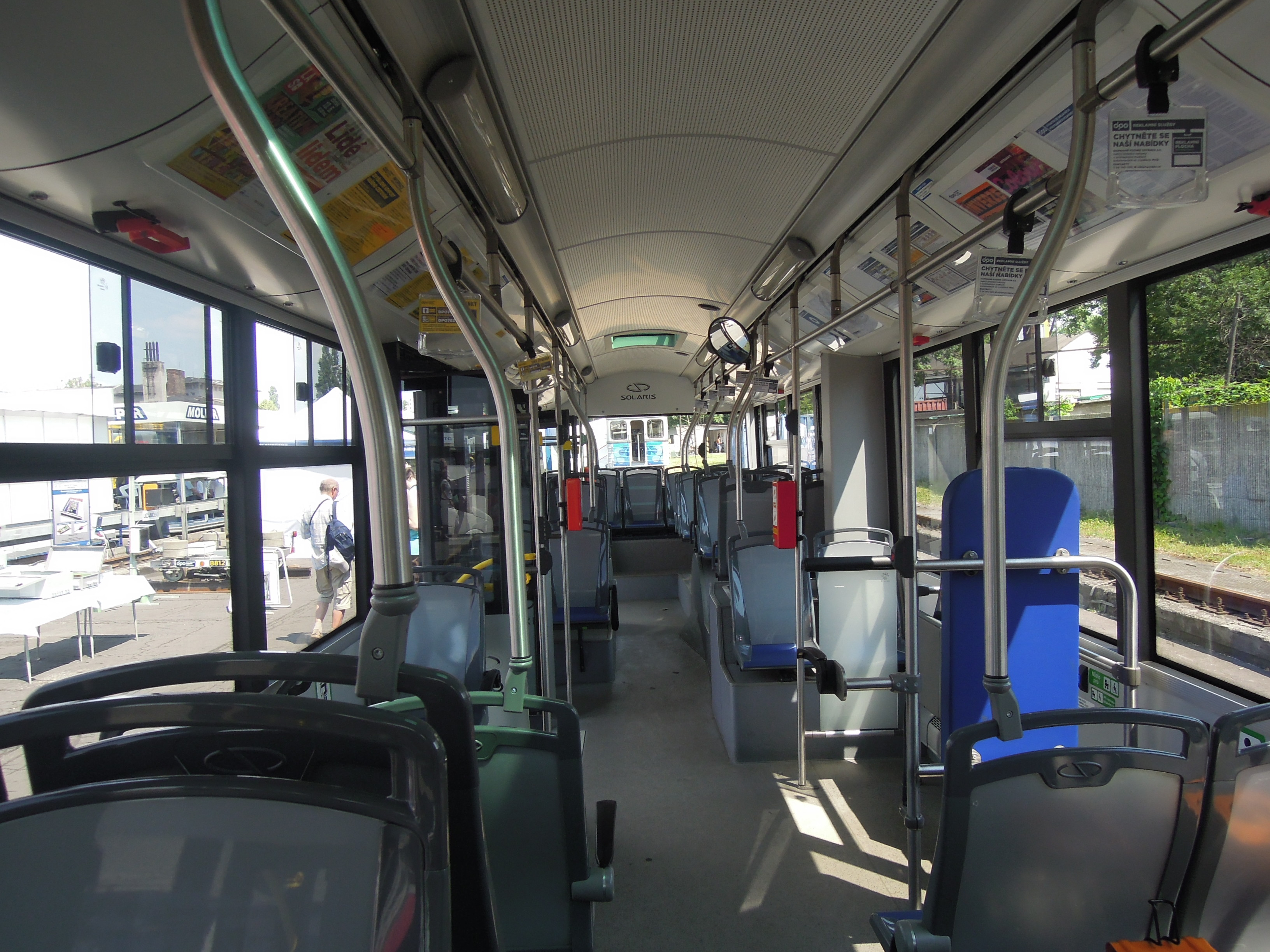
車内（オストラヴァ）

## 導入都市
| シュコダ26Tr 導入都市一覧 | シュコダ26Tr 導入都市一覧                                           | シュコダ26Tr 導入都市一覧 | シュコダ26Tr 導入都市一覧    |
| 導入国                    | 都市                                                                | 導入車両数                | 備考                         |
| ------------------------- | ------------------------------------------------------------------- | ------------------------- | ---------------------------- |
| ブルガリア                | プレヴェン (プレヴェン・トロリーバス)                               | 40両                      |                              |
| ブルガリア                | ソフィア (ソフィア・トロリーバス)                                   | 30両                      |                              |
| ブルガリア                | ヴァルナ (ヴァルナ・トロリーバス)                                   | 30両                      |                              |
| ブルガリア                | ブルガス (ブルガス・トロリーバス)                                   | 22両                      |                              |
| ブルガリア                | スタラ・ザゴラ (スタラ・ザゴラ・トロリーバス)                       | 8両                       |                              |
| チェコ                    | プルゼニ (プルゼニ・トロリーバス)                                   | 49両                      | 2023年以降最大30両を増備予定 |
| チェコ                    | イフラヴァ (イフラヴァ・トロリーバス)                               | 23両                      |                              |
| チェコ                    | オストラヴァ (オストラヴァ・トロリーバス)                           | 23両                      |                              |
| チェコ                    | オパヴァ (オパヴァ・トロリーバス)                                   | 13両                      |                              |
| チェコ                    | パルドゥビツェ (パルドゥビツェ・トロリーバス)                       | 10両                      |                              |
| チェコ                    | ブルノ (ブルノ・トロリーバス)                                       | 10両                      |                              |
| チェコ                    | テプリツェ (テプリツェ・トロリーバス)                               | 6両                       |                              |
| チェコ                    | ズリーン オトロコヴィツェ (ズリーン/オトロコヴィツェ・トロリーバス) | 6両                       |                              |
| チェコ                    | ホムトフ イルコフ (ホムトフ/イルコフ・トロリーバス)                 | 5両                       |                              |
| スロバキア                | ジリナ (ジリナ・トロリーバス)                                       | 11両                      |                              |
| ルーマニア                | ガラツィ                                                            | 17両                      |                              |

## ギャラリー

### チェコ

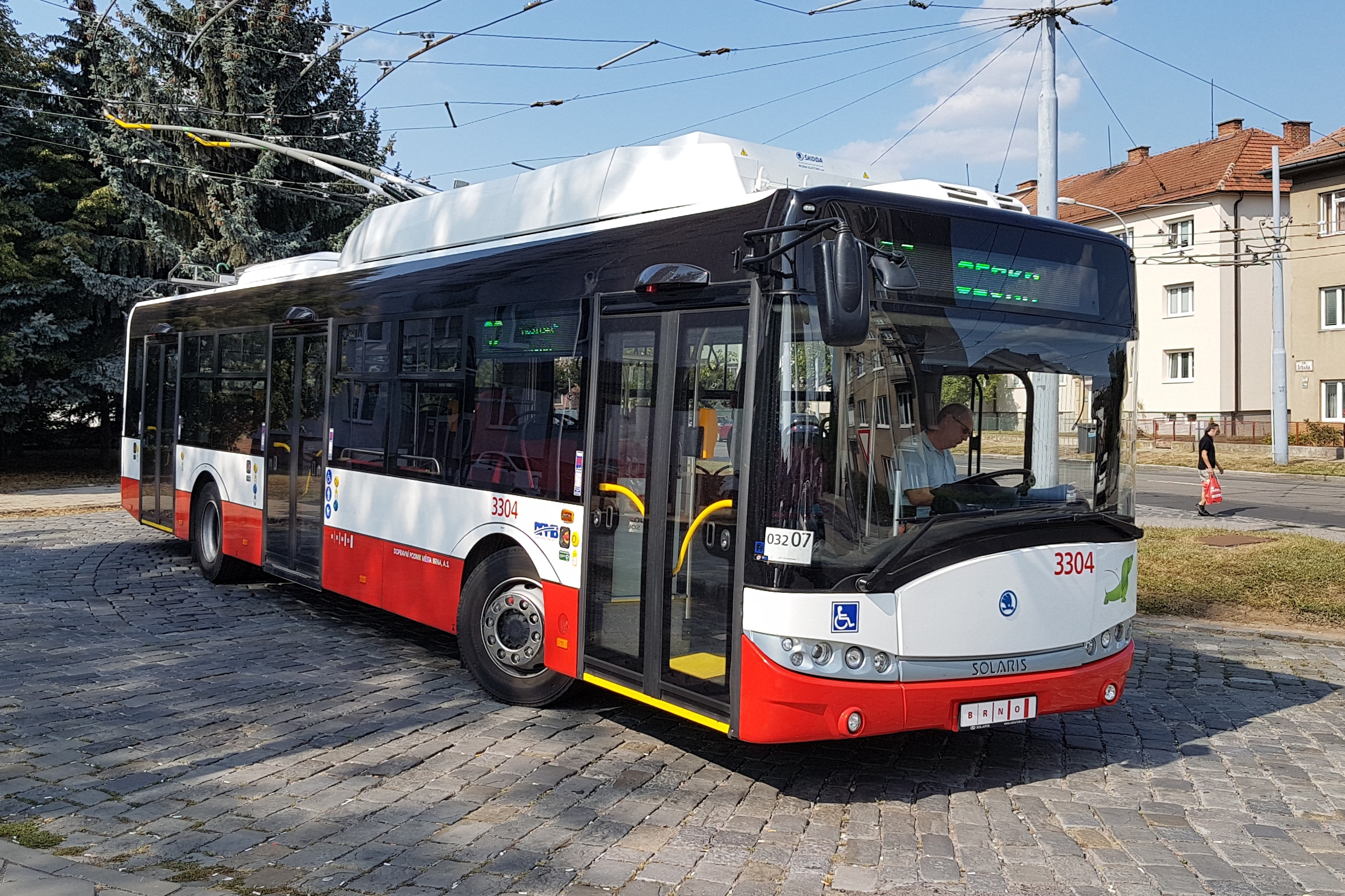
ブルノ （2018年撮影）
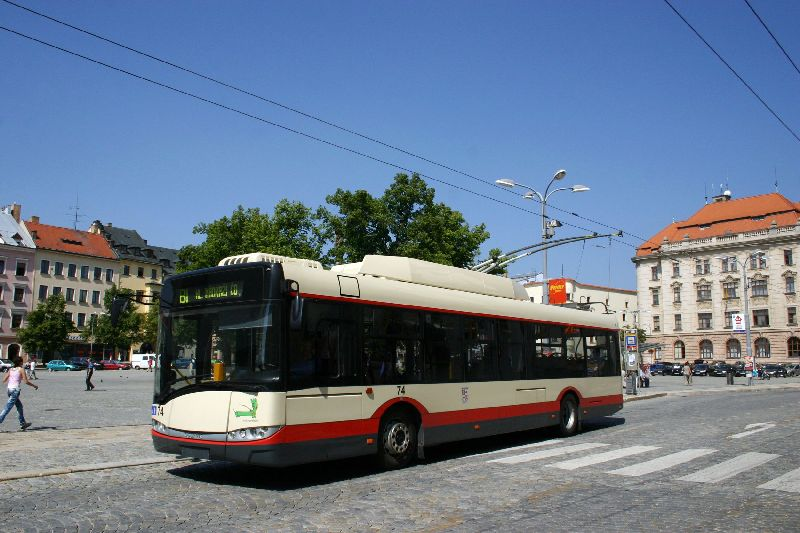
イフラヴァ （2010年撮影）
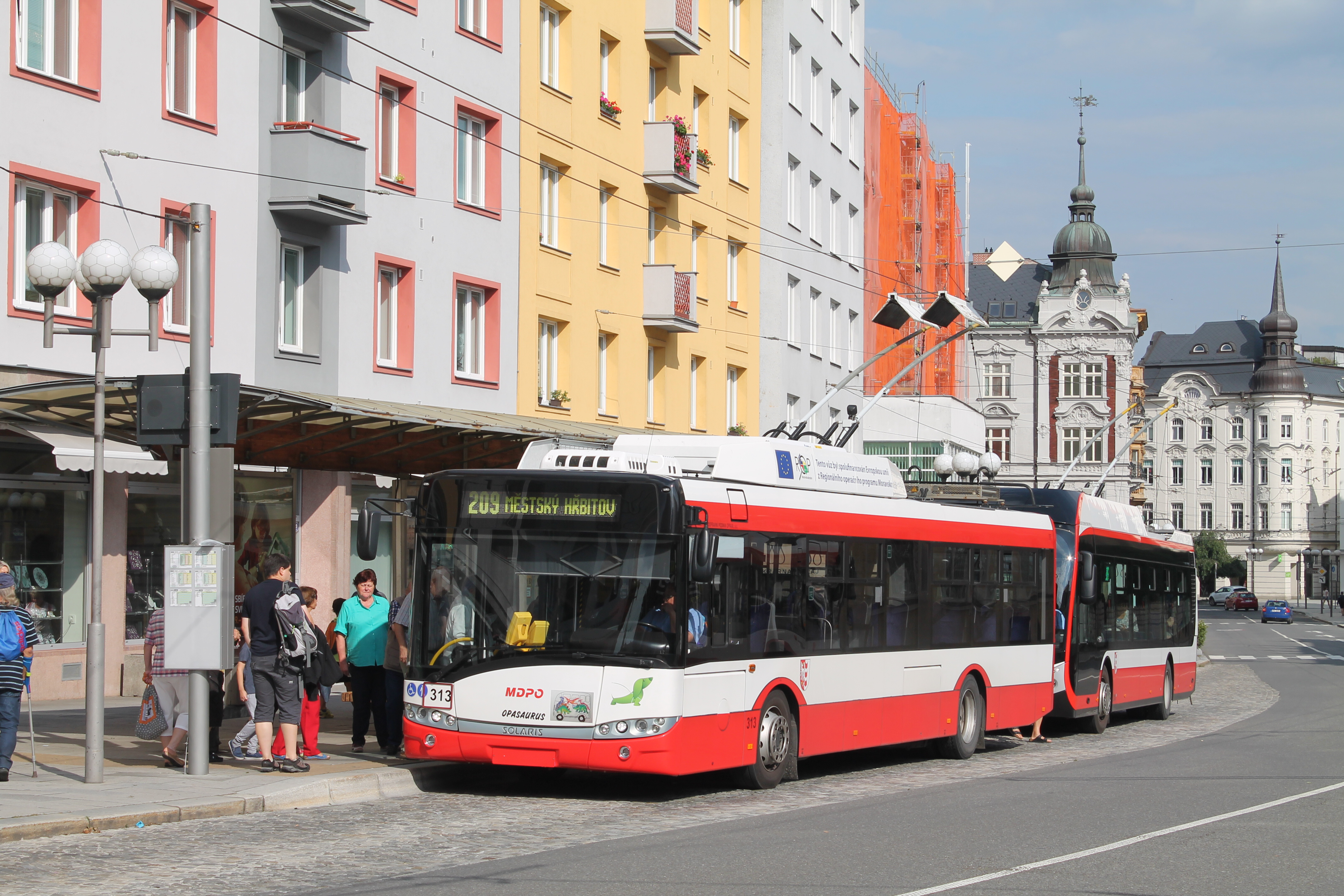
オパヴァ （2019年撮影）
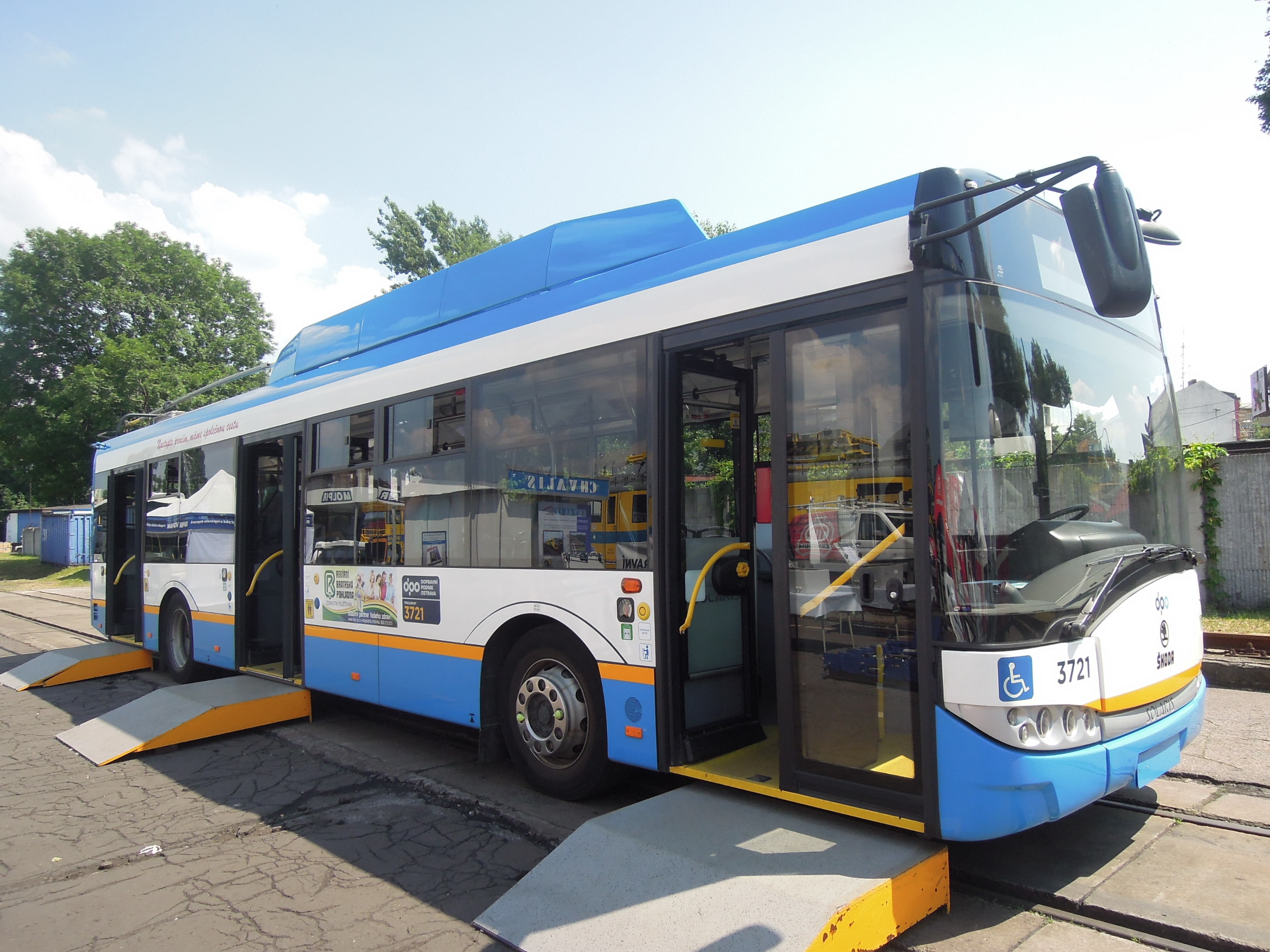
オストラヴァ （2013年撮影）
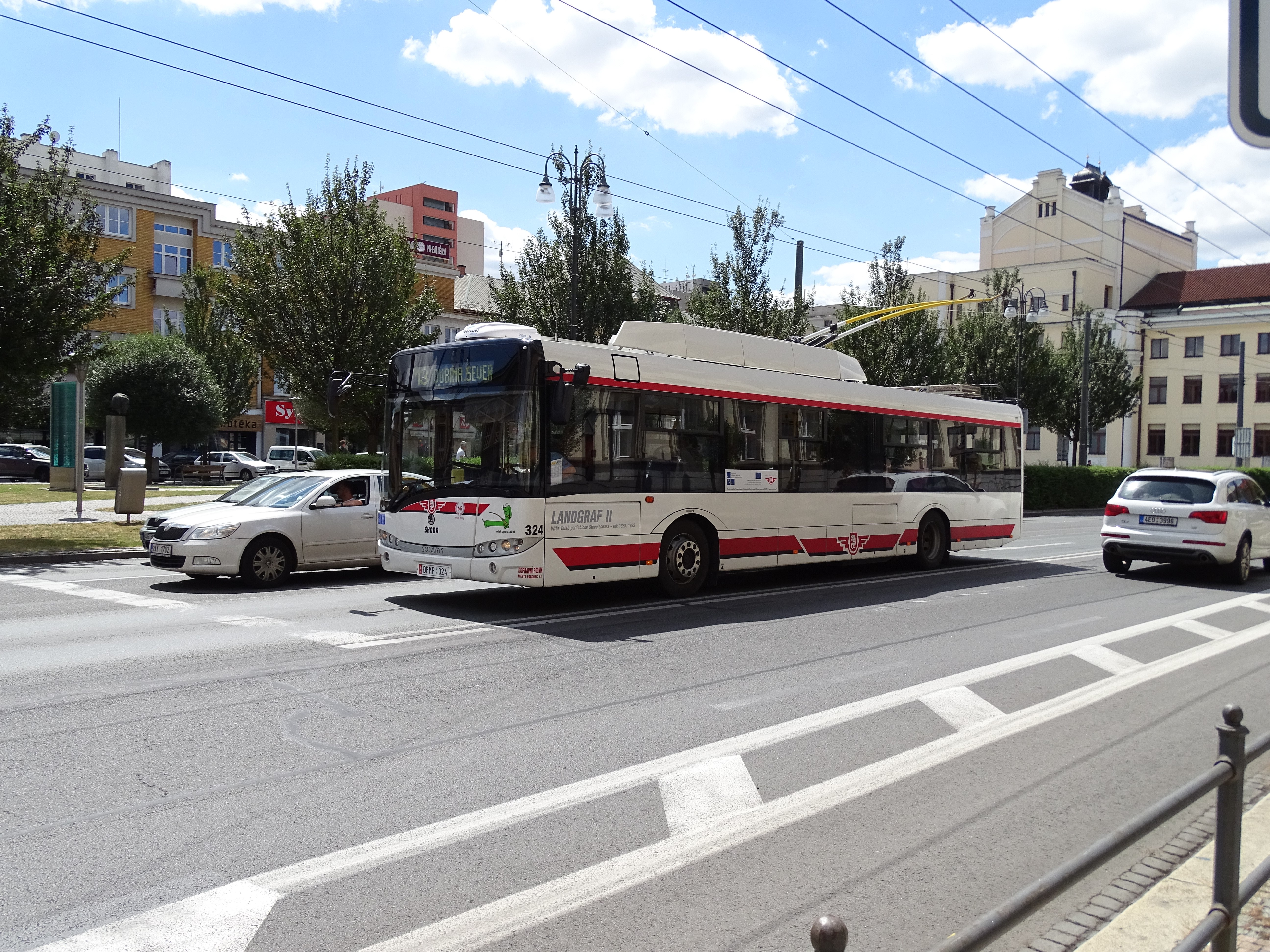
パルドゥビツェ （2015年撮影）
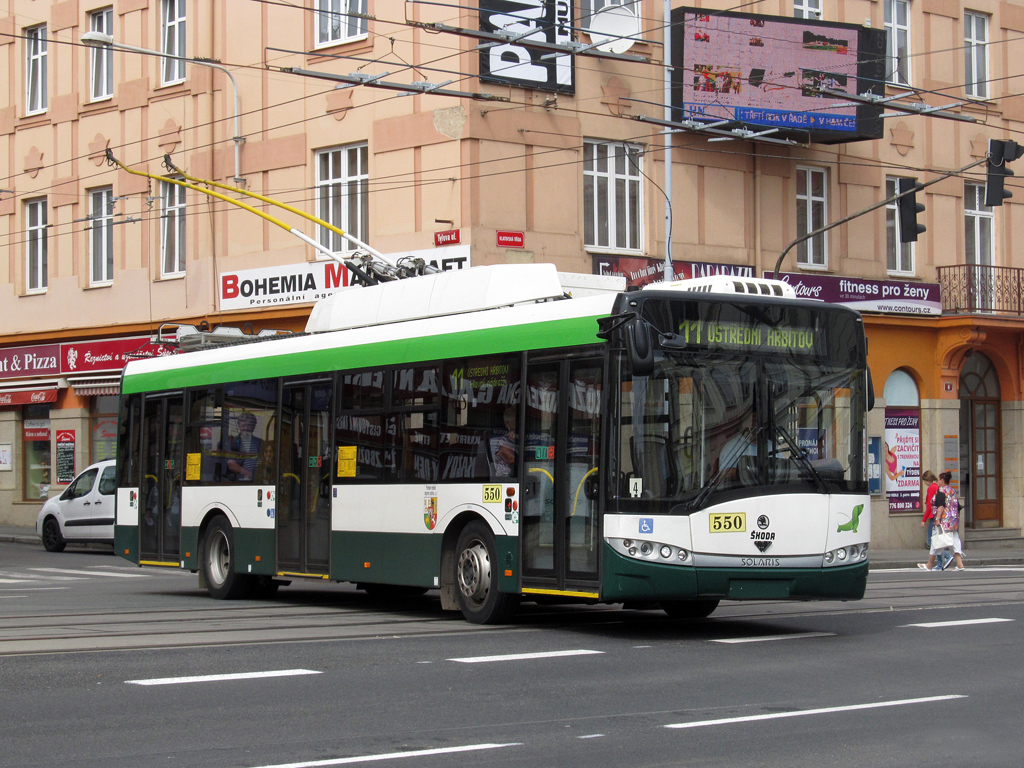
プルゼニ （2016年撮影）
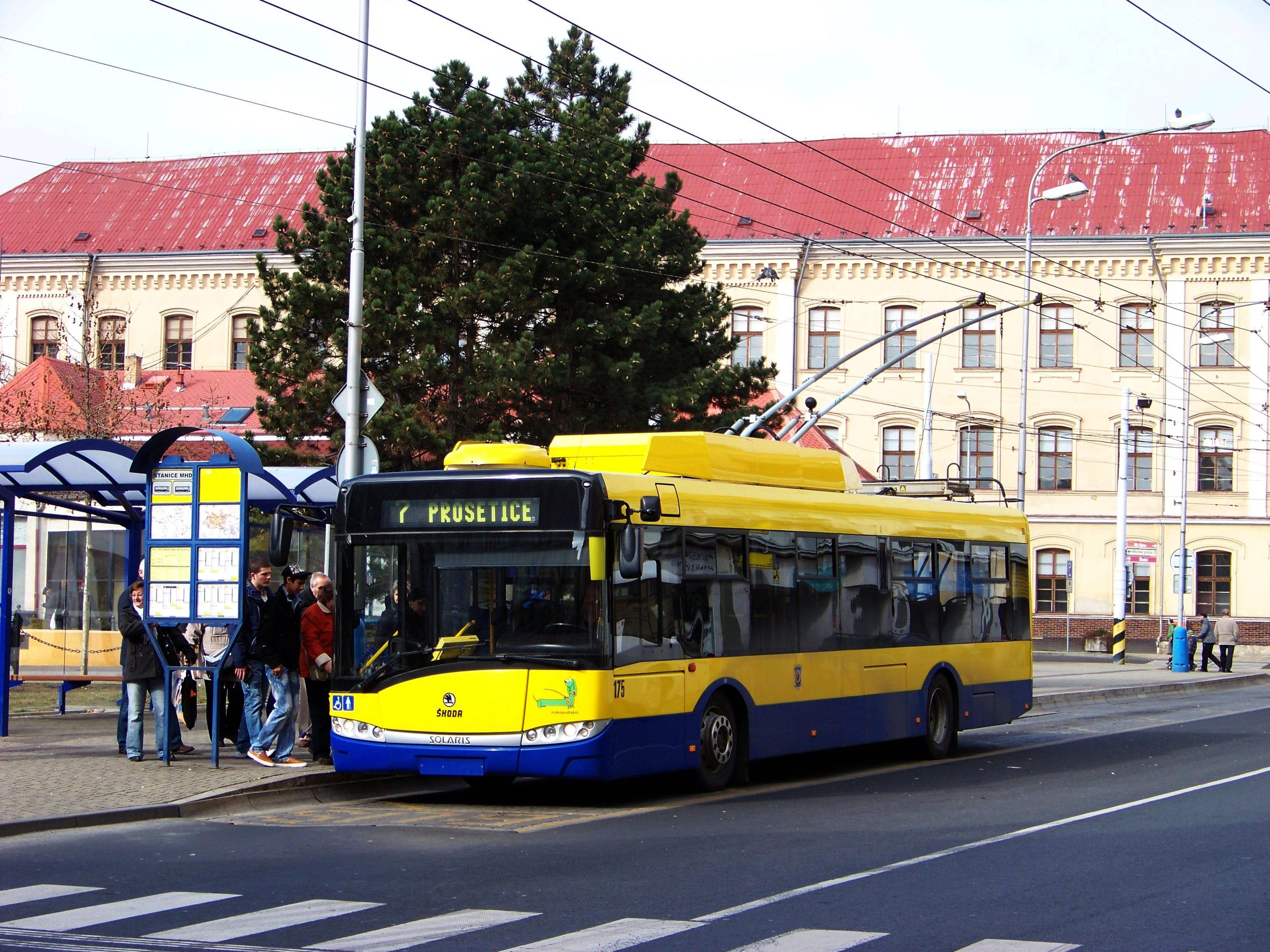
テプリツェ （2012年撮影）
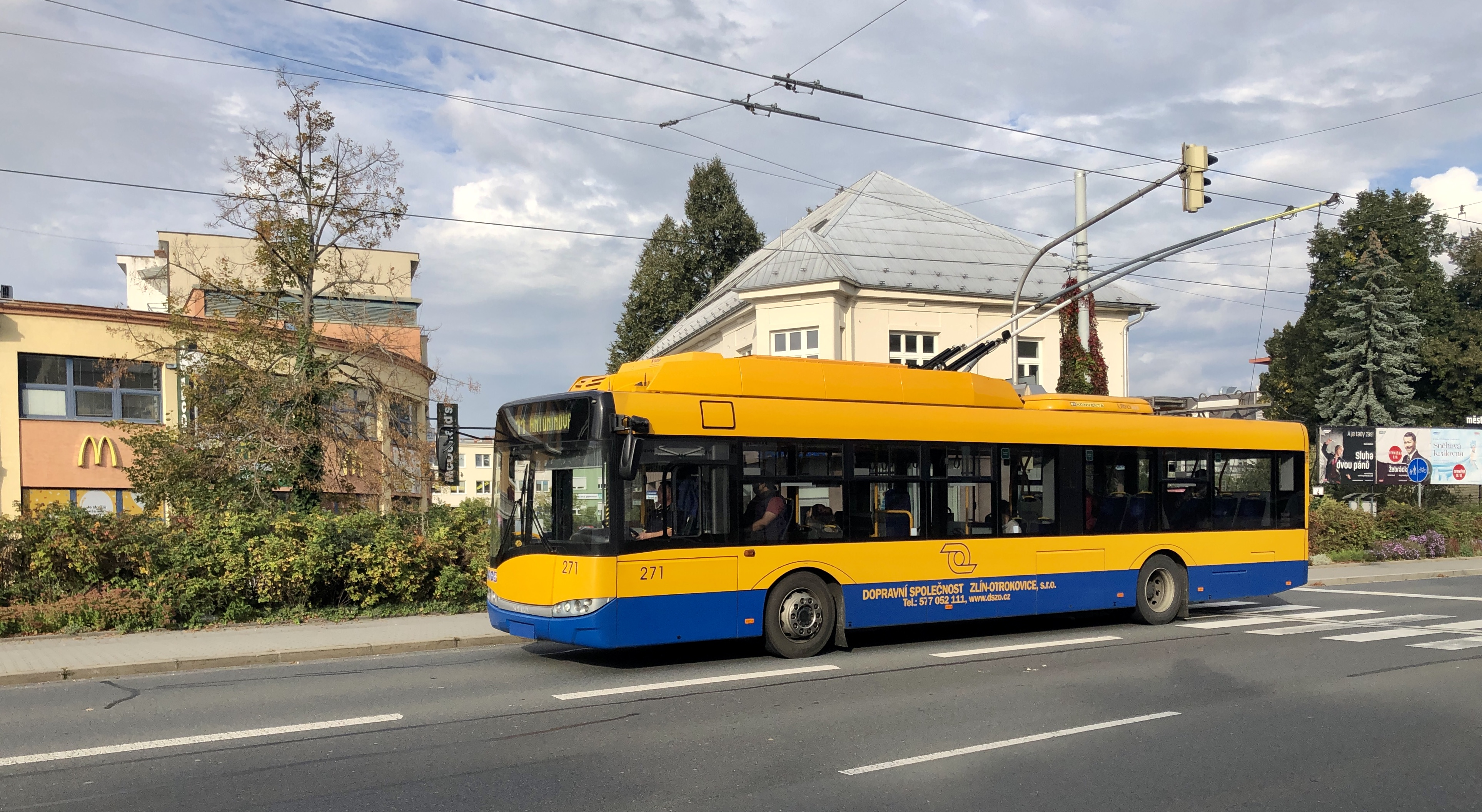
ズリーン （2020年撮影）

### その他

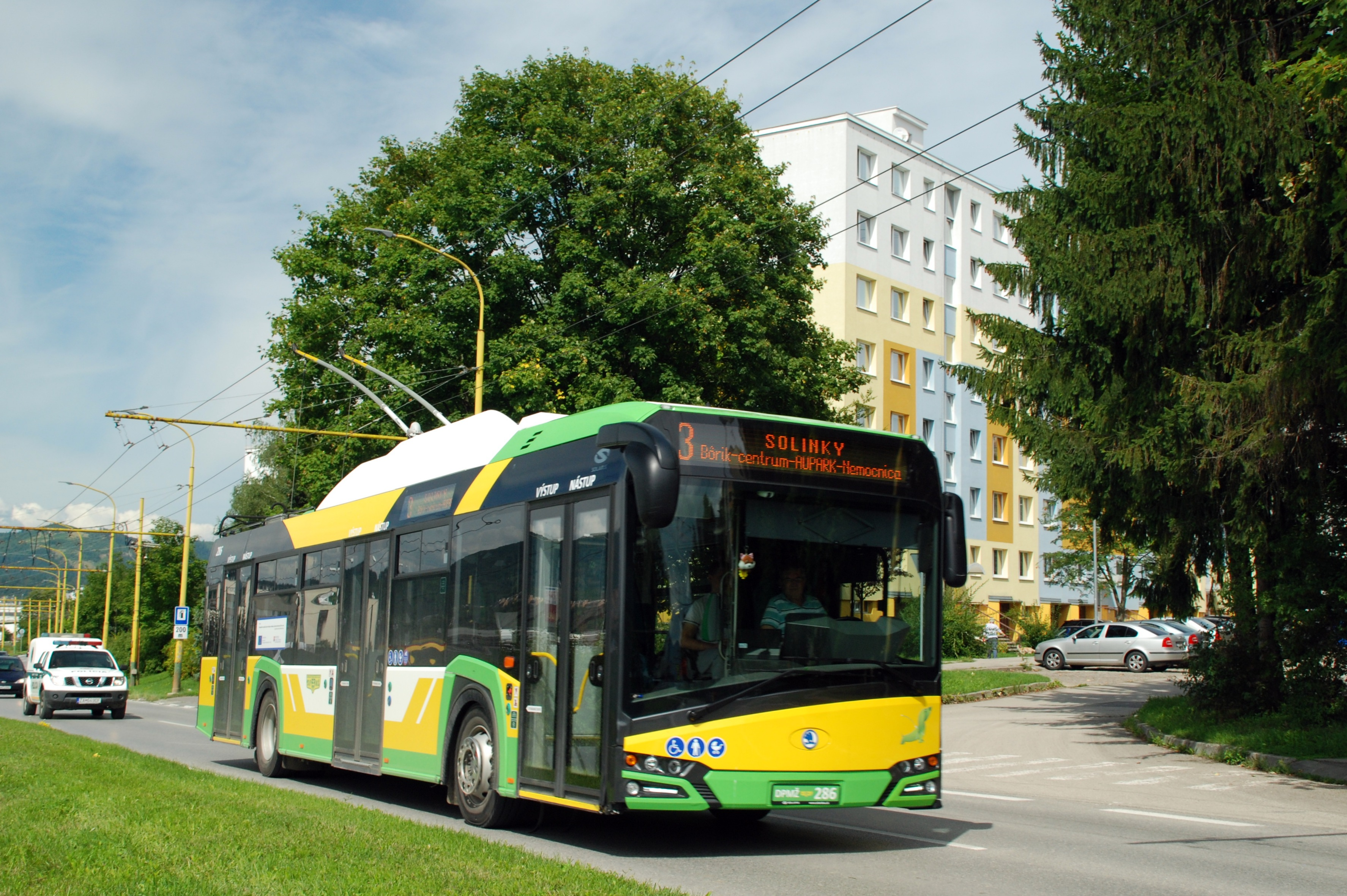
スロバキア：ジリナ （2019年撮影）
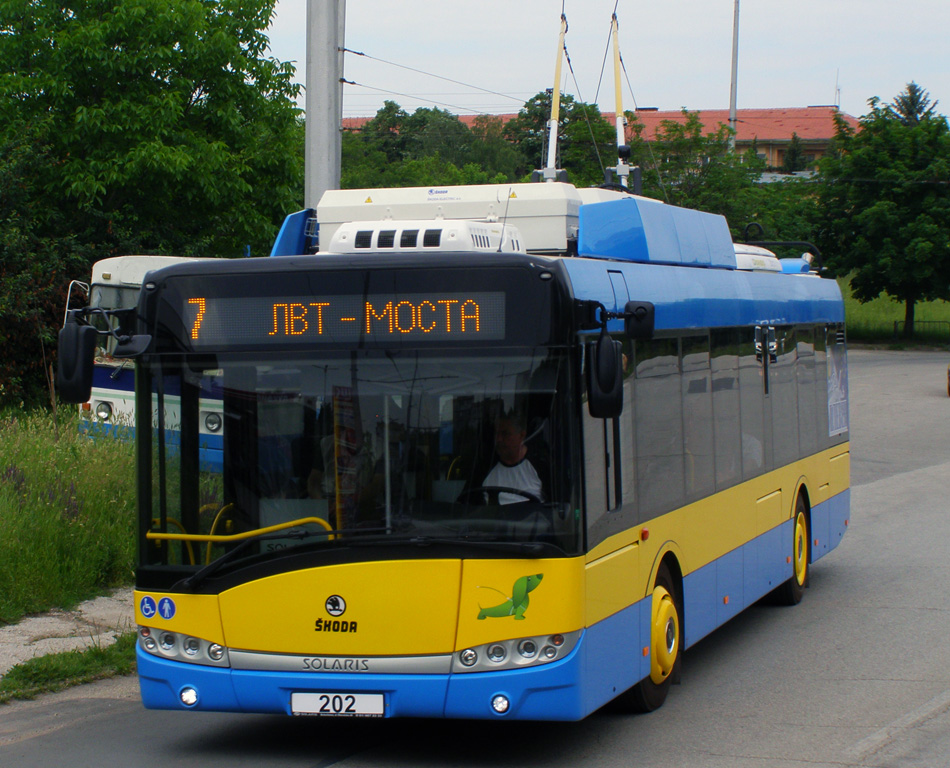
ブルガリア：プレヴェン （2014年撮影）
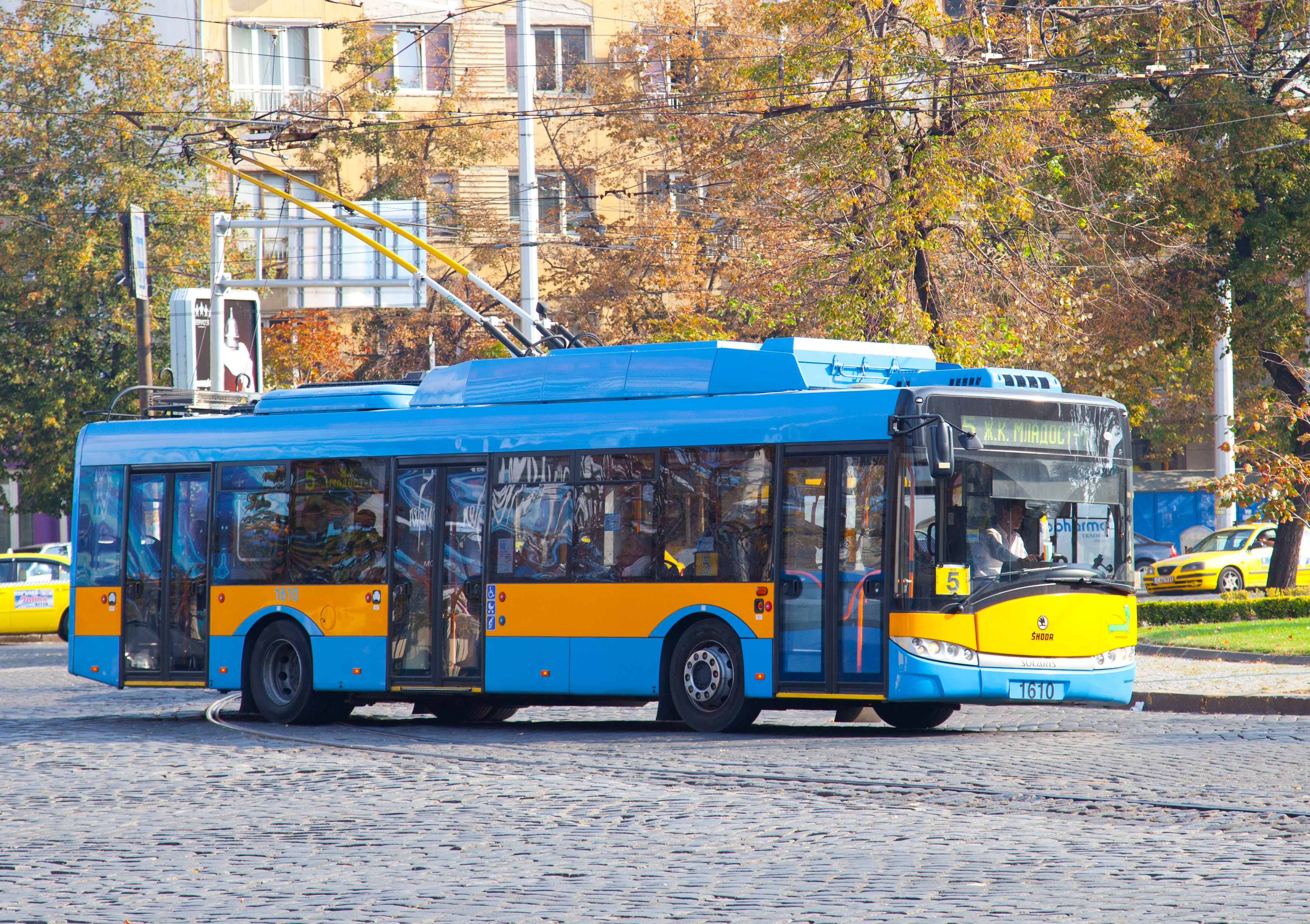
ブルガリア：ソフィア （2012年撮影）
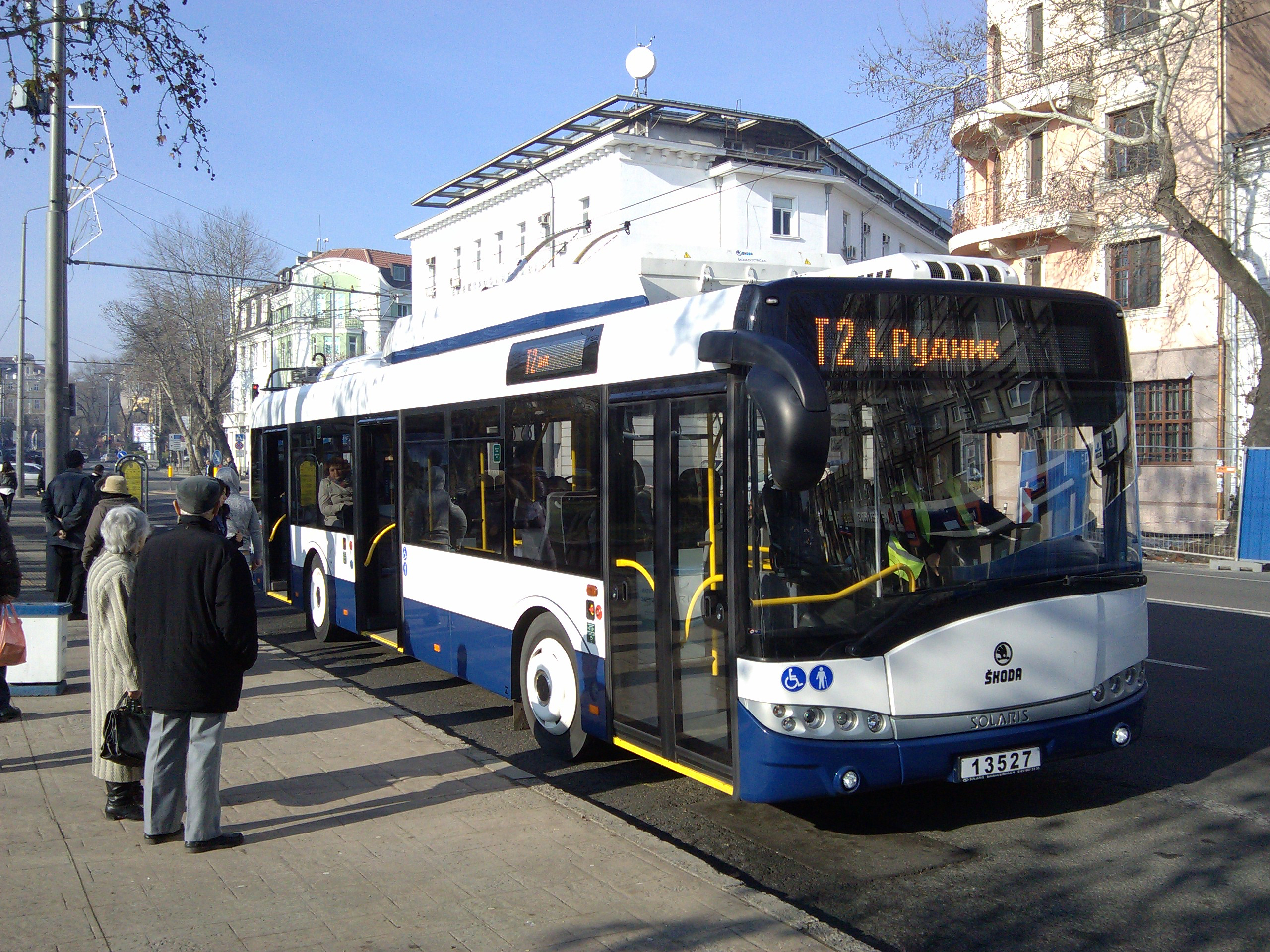
ブルガリア：ブルガス （2014年撮影）
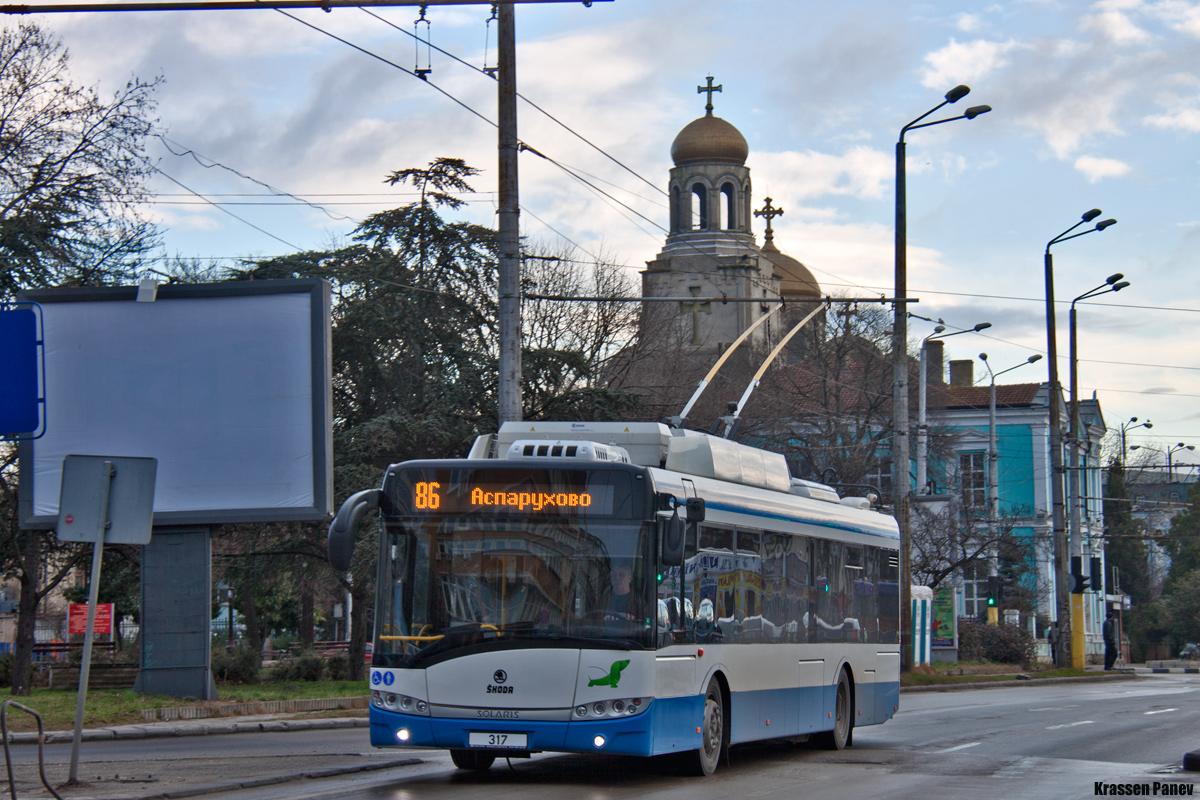
ブルガリア：ヴァルナ （2016年撮影）

## その他
シュコダ・エレクトリックはシュコダ26Trの展開と並行してソラリスへの電気機器の供給も行っており、同社が展開する「トロリーノ12」のうちシュコダ製の電気機器を用いる車両には「トロリーノ12S」（Trollino 12S）という形式名が付けられている。